# Altopedaliodes reissi
Altopedaliodes reissi is een vlinder uit de onderfamilie Satyrinae van de familie Nymphalidae. De wetenschappelijke naam van de soort is, als Pedaliodes reissi, voor het eerst geldig gepubliceerd in 1890 door Gustav Weymer.

## Ondersoorten
- Altopedaliodes reissi reissi
- Altopedaliodes reissi flavomaculata (Krüger, 1924)
  - = Pedaliodes reissi flavomaculata Krüger, 1924
- Altopedaliodes reissi salazari Le Crom, 1994